# Jhonatan Restrepo
Jhonatan Restrepo Valencia (nascido em 28 de novembro de 1994, em Pácora) é um ciclista colombiano. Competiu nos Jogos Pan-Americanos de 2015.